# سید عباس موسوی (دیپلمات)
سید عباس موسوی (زاده ۸ خرداد ۱۳۵۰) دیپلمات ایرانی است که در فاصله سال‌های ۱۳۹۸ تا ۱۳۹۹ معاون وزیر امور خارجه، سخنگو و رئیس مرکز دیپلماسی عمومی و رسانه‌ای وزارت امور خارجه بود و بین سال‌های ۱۳۹۹ تا ۱۴۰۳ به‌عنوان سفیر و نماینده تام‌الاختیار جمهوری اسلامی ایران در کشور جمهوری آذربایجان فعالیت می‌کرد. موسوی در ۱۸ آذر ۱۴۰۳ طی حکمی از سوی محسن حاجی‌میرزایی، رئیس دفتر رئیس‌جمهور، به سمت معاون مراسم و تشریفات دفتر ریاست‌جمهوری منصوب شد.

## تولد و تحصیلات
او متولد روستای معلم‌کلا از توابع شهرستان محمودآباد بوده و فارغ‌التحصیل دانشکده روابط بین‌الملل و دارای مدرک کارشناسی ارشد است.

## سوابق
از سوابق دیپلماتیک وی می‌توان به، دبیر اولی و سرپرست نمایندگی جمهوری اسلامی ایران در هنگ کنگ، رایزن اقتصادی سفارت جمهوری اسلامی ایران در هلند، رئیس اداره سوم دیپلماسی رسانه‌ای و معاون امور سخنگویی و اطلاع‌رسانی مرکز دیپلماسی عمومی و رسانه‌ای و سخنگو و رئیس مرکز دیپلماسی عمومی و رسانه‌ای وزارت خارجه بوده است.
- ۱۳۷۵ - ورود به وزارت امور خارجه[۶]
- ۱۳۸۳ تا ۱۳۸۶ - دبیر اول و سرپرست سرکنسولگری جمهوری اسلامی ایران در هنگ کنگ
- ۱۳۸۹ تا ۱۳۹۲ - رایزن اقتصادی در سفارت جمهوری اسلامی ایران در هلند
- ۱۳۹۳ تا ۱۳۹۶ - ریاست اداره سوم دیپلماسی رسانه‌ای در مرکز دیپلماسی عمومی و رسانه‌ای وزارت امور خارجه
- ۱۳۹۸ تا ۱۳۹۸ - مدیرکلی اطلاع‌رسانی و امور سخنگویی مرکز دیپلماسی عمومی و رسانه‌ای وزارت امور خارجه
- ۱۳۹۸ تا ۱۳۹۹ - معاون وزیر امور خارجه، سخنگو و رئیس مرکز دیپلماسی عمومی و رسانه ای وزارت امور خارجه
- ۱۳۹۹ تا ۱۴۰۳ - سفیر  ایران  در جمهوری آذربایجان
- معاون  تشریفات  دفتر رئیس‌جمهور ۱۴۰۳